# Misere Mortem
Misere Mortem es el álbum debut de la banda gótica noruega Mortemia, del reconocido compositor, instrumentista y cantante  Morten Veland, publicado en febrero de 2010 bajo la etiqueta de Napalm Records.  

## Comentarios
El CD está cargado de canciones épicas con orquestaciones clásicas que combinan perfectamente con la base masiva y poderosa de una banda de metal. 
El trabajo de la guitarra es probablemente más dominante aquí (con enérgicos riffs melódicos) a diferencia de cualquiera de los anteriores proyectos de Veland con Tristania o Sirenia.
Sus composiciones están envueltas en arreglos corales que resultan una parte fundamental (no muy lejanos de lo que se ha escuchado en sus trabajos pasados), así como las líneas oscuras en inglés que contienen atrayentes melodías. Los pasajes clásicos del coro encajan bien con el ambiente global, con gran cantidad de detalles de un refinado sonido melancólico. 
El concepto vocal está basado en la interacción entre las intervenciones guturales de Veland y un coro francés de ópera, consistente de tenores y sopranos que cantan dramáticos versos en latín.
El intercambio entre estos vocales agrega diversidad y dinamismo en las canciones. Como característica más notable, está la completa ausencia de una vocalista femenina principal para obtener un sonido distinto a sus otras bandas, y distinguirla de las que encabezan la escena gótica en la actualidad.

## Grabación
Este álbum es una novedad en muchas formas para Morten Veland. Es su primer disco en el que aparece acreditado como productor. En adición, también asumió el rol en los arreglos y mezcla de las pistas. 
Las sesiones de grabación tuvieron lugar en el Audio Avenue Studios que tiene Veland en la aldea de Tau (municipio de Strand) y muy cercana a Stavanger, Noruega.
Las pistas adicionales con el coro francés fueron registradas en el Sound Suite Studios en Marsella, Francia. Morten interpretó y programó cada instrumento en el disco. La única contribución externa es la de dicho coro, el cual ha estado también presente en sus sesiones con Sirenia, aunque en este álbum tiene una participación mucho más notoria y extensa.
De acuerdo al estilo en los dos trabajos previos de Veland, “Misere Mortem” es un disco breve (40:35) con nueve canciones. 
Su sencillo promocional, "The One I Once Was" está disponible con su vídeo oficial en su sitio en Myspace desde el 17 de enero de 2010. 
El diseño y fotografías promocionales se efectuaron en el estudio Angst-im-Wald de Alemania.

## Recepción y críticas
El álbum fue recibido con críticas mixtas y un entusiasmo apenas regular por parte de los aficionados y las publicaciones especializadas. 
El sitio Allmusic, lo calificóo con 3.5 estrellas de 5. Admira el esfuerzo de Veland en la composición, los arreglos instrumentales y vocales, así como su producción muy cuidadosa. Sin embargo, critica la abrumadora similitud en todas las canciones, así como la extrema cercanía con trabajos propios anteriores o de bandas relacionadas con el género, como Therion o Dimmu Borgir.  (enlace roto disponible en Internet Archive; véase el historial, la primera versión y la última).
Metal Storm, mientras tanto, lo calificó con un promedio de 7.4 en base de 10. De opinión muy similar, indica que no es un disco realmente novedoso, aunque destaca la armonía de sus voces y un sonido un poco más pesado. 
Finalmente, la página Lords of Metal le asignó un promedio de 78 con base en 100. 

## Lista de canciones
- Todas las canciones compuestas por Morten Veland.

1. The One I Once Was - 4:47
2. The Pain Infernal and the Fall Eternal - 5:17
3. The Eye of the Storm - 5:11
4. The Malice of Life’s Cruel Ways - 5:02
5. The Wheel of Fire - 4:10
6. The Chains That Weild My Mind - 4:30
7. The New Desire - 3:50
8. The Vile Bringer of Self-Destructive Thoughts - 3:53
9. The Candle at the Tunnel’s End - 4:00

## Créditos
- Morten Veland - Vocales, todos los instrumentos
- Emmanuelle Zoldan, Mathieu Landry, Damien Surian, Sandrine Gouttebel - Coros